# Санжаасуренгійн Оюун
Санжаасуренгійн Оюун (монг. Санжаасүрэнгийн Оюун; нар. 18 жовтня 1964, Улан-Батор) — монгольський політик, член Великого державного хуралу Монголії (з 1998 року). Міністр закордонних справ Монголії (2007-2008). Міністр природи і екобудівництва (з 2012 року). Молодша сестра монгольського політика Санжаасуренгійна Зоріга, що трагічно загинув 2 жовтня 1998 року.

## Біографія
Оюун народилася 18 січня 1964 року в Улан-Баторі. Її батько був деканом Монгольського державного університету та віце-міністром освіти МНР. Мати була дочкою відомого радянського географа Андрія Сімукова, який першим склав велику кількість географічних карт Монголії.
Після закінчення середньої школи вступила до Карлового університету (Чехословаччина), який закінчила в 1987 році за спеціальністю «геохімік».
У 1988-1990 роках Оюун працює геологом в монгольсько-чехословацькій гірничорудній компанії. У 1990-1991 роках працювала в ООН.
У 1992-1996 роках навчалася в аспірантурі Кембриджського університету, де отримала вчений ступінь доктора філософії. Там же захистила дисертацію, є доктором геологічних наук.
У 1996-1998 роках Оюун працює в транснаціональній гірничодобувної компанії «Ріо-Тінто».

## Політична кар'єра
2 жовтня 1998 року у власній квартирі вбито старшого брат Оюун, відомого монгольського політик Санжаасуренгійн Зоріг. Злочин досі не розкрито. Після цієї трагічної події Оюун приходить в політику, щоб продовжити справу брата.
У 1998 році вперше обирається в Великий державний хурал Монголії від округу Дорнод, звідки родом їхній батько. В цьому окрузі постійно балотувався її брат Зоріг.
З 1998 року є депутатом Великого Державного Хуралу.
У 2000 році заснувала ліберально-центристську Партію громадянської мужності.
У 2004-2005 роках обирається на посаду віце-спікера Великого Державного Хуралу.
З грудня 2007 року по вересень 2008 року Санжаасуренгійн Оюун входить до складу коаліційного уряду Санжійна Баяра, де займає пост Міністра закордонних справ Монголії. З вересня 2008 року Оюун входить до складу постійного комітету Великого державного хуралу з безпеки і зовнішньої політики.
З 2012 року Оюун працює на посаді Міністра природи і екобудівництва .
Крім парламентських і державних справ Оюун очолює фонд, названий на честь загиблого брата. Фонд декларує підтримку демократії, захист прав людини, відстоює свободу слова.
Оюун також є президентом Геологічної асоціації Монголії.
Володіє на хорошому рівні російською, англійською, чеською мовами. Має чорний пояс по карате.